# Jim Cronin

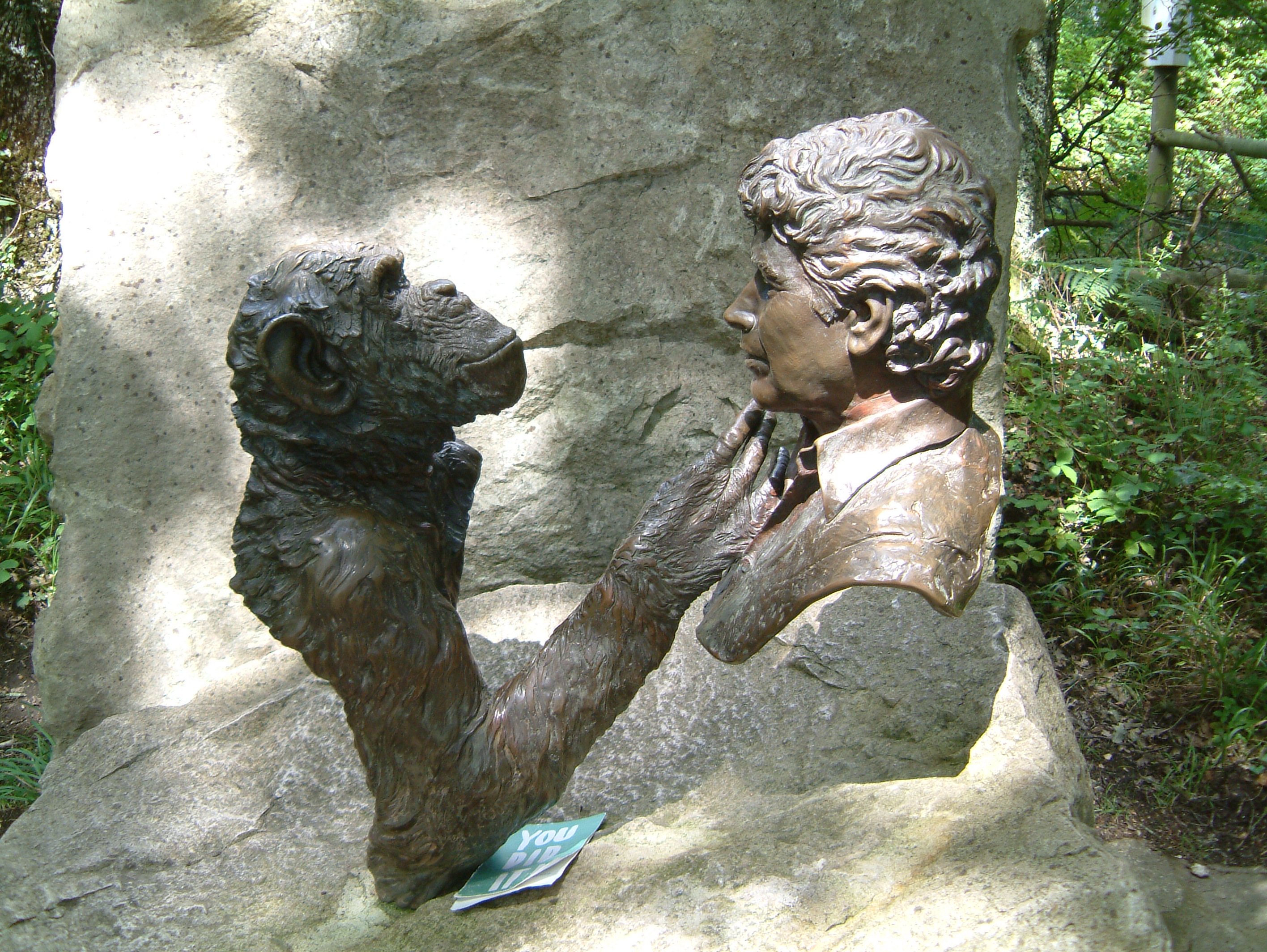
Jim Cronin i szympans Charlie, pomnik w Monkey World

James „Jim” Michael Cronin (ur. 15 listopada 1951 w Yonkers, zm. 17 marca 2007 w Nowym Jorku) – amerykański zoolog, prymatolog, działacz na rzecz praw zwierząt; założyciel Monkey World, centrum ratowania naczelnych. Kawaler Orderu Imperium Brytyjskiego.

## Życiorys
Wychowywał się w Yonkers w stanie Nowy Jork, w rodzinie o korzeniach włosko-irlandzkich. W latach 70. pracował w ogrodzie zoologicznym w Bronksie jako opiekun zwierząt. W 1980 przeprowadził się do Kent w Wielkiej Brytanii i zatrudnił się u Johna Aspinalla w jego Howletts Zoo, gdzie doskonalił swoje umiejętności w rehabilitacji i opiece nad naczelnymi.
W 1987 założył w Wool w Dorset Monkey World – rezerwat dla małp naczelnych, ofiar nielegalnego handlu dzikimi zwierzętami, wykorzystywanych, krzywdzonych i zaniedbanych. W 1993 poznał swoją drugą żonę – Alison Ames, również Amerykankę, absolwentkę Cambridge, doktor antropologii, będącą autorytetem w dziedzinie zachowania zwierząt. Para pobrała się w 1996, od tego czasu wspólnie prowadziła Monkey World, z Alison jako dyrektorem naukowym.
W 2007 rezerwat zajmujący powierzchnię 65 akrów, był bezpiecznym schronieniem dla ponad 150 naczelnych 15 różnych gatunków, uratowanych z 14 krajów i pełnił wiodącą rolę w socjalizacji i integracji osamotnionych szympansów w naturalnie żyjących grupach społecznych. Cronin stał się uznanym międzynarodowym ekspertem w ratowaniu i rehabilitacji maltretowanych naczelnych oraz w egzekwowaniu postanowień traktatów międzynarodowych, mających na celu ich ochronę przed nielegalnym handlem i eksperymentami laboratoryjnymi.
W 2006 Jim Cronin i Alison Cronin zostali odznaczeni przez królową Elżbietę II Kawalerią Orderu Imperium Brytyjskiego (MBE) za działalność na rzecz dobrostanu zwierząt.
Cronin zmarł w wieku 55 lat w nowojorskim szpitalu na raka zdiagnozowanego 8 miesięcy przed śmiercią. Jego żona Alison Cronin nadal prowadzi Monkey World.
Fundusz Pamięci Jima Cronina (The Jim Cronin Memorial Fund) na rzecz dobrobytu zwierząt i ochrony środowiska został ustanowiony w celu kontynuacji jego spuścizny oraz wsparcia ochrony i opieki nad naczelnymi na całym świecie. Jest to organizacja charytatywna zarejestrowana w Wielkiej Brytanii pod numerem 1126939, sponsorowana przez Monkey World.